# سیمز ۳: نسل‌ها
سیمز ۳: نسل ها چهارمین نسخه از سری بازی‌های سیمز است که الکترونیک آرتس تریلر آن را در تاریخ ۵ آوریل ۲۰۱۱ منتشر کرد.

## گیم پلی
در این بازی هر مرحله زندگی دارای موضوعاتی است. مثلاً برای کودکان موضوعات تخیلی است. نوجوان سرکشی می‌کنند و آشفته هستند. بزرگسالان بیشتر تمرکزشان بر روی روابط با دیگران است تا ازدواج کنند و بچه دار شوند. مسن‌ها نیز از دیدن بزرگ شدن نوه‌شان و در مورد سال‌های طلایی جوانی و زندگی شان لذت می‌برند.
بازیکنان می‌توانند به علاوه ایجاد سیمز و طراحی مدل مو هایشان، موهای بدن مردان را نیز به سیمز اضافه کنند.
دو ویژگی جدید نیز به این بازی اضافه شده‌است. اولین ویژگی که اغلب برای نوجوانان است سرکشی نام دارد و دومین ویژگی پرورش و بزرگ کردن است.
اولین ویژگی که سرکشی است اغلب جنبهٔ شوخی دارد برای مثال اضافه کردن رنگ مو به شامپو خواهر و برادر خود و ساخت توالت انفجاری.
دومین ویژگی بزرگ کردن است که برای بزرگ کردن بچه‌ها است. در این ویژگی می‌توانید بچه‌هایی آرام یا بچه‌هایی شر بزرگ کنید به‌طور مثال می‌توانید او را از بازی کردن منع کنید و نگذارید بازی کند که در این صورت بچه‌تان شر و شیطان می‌شود.
سیمزتان می‌تواند بچه اش را در فعالیت‌های بعد از مدرسه ثبت نام کند. نوجوانان می‌توانند به دو باشگاه دبیرستان به پیوندند و فعالیت‌هایی نظیر عضو شدن در تیم‌های ورزشی، باشگاه‌های درام، تیم مناظره، گروه موسیقی مدرسه و روزنامه دانشجویی انجام دهند.

## تریلر رسمی
الکترونیک آرتس تریلر رسمی این بازی را در تاریخ ۵ آوریل ۲۰۱۱ در یوتیوب به نمایش در آورد.